# Kelly Jonker
Kelly Jonker, född den 23 maj 1990 i Amstelveen, Nederländerna, är en nederländsk landhockeyspelare.
Hon tog OS-guld i damernas landhockeyturnering i samband med de olympiska landhockeytävlingarna 2012 i London.
Vid de olympiska landhockeytävlingarna 2016 i Rio de Janeiro tog hon en silvermedalj efter förlust på straffar mot Storbritannien i finalen.